# Pidhirne, Vasîlivka
Pidhirne (în ucraineană Підгірне) este localitatea de reședință a comunei Pidhirne din raionul Vasîlivka, regiunea Zaporijjea, Ucraina.

## Demografie
Componența lingvistică a localității Pidhirne
     Ucraineană (93,84%)
     Rusă (5,62%)
     Alte limbi (0,11%)
Conform recensământului din 2001, majoritatea populației localității Pidhirne era vorbitoare de ucraineană (93,84%), existând în minoritate și vorbitori de rusă (5,62%).